# Schulek Lajos
 Schulek Lajos (Szobotist, 1822. szeptember 12. – Komárom, 1849, június 16.) evangélikus lelkész.

## Életpályája
Pozsonyban nevelkedett teológus, evangélikus pap. Pozsonyban és Hlubokén lelkész. Aktív szlovák nacionalistaként az 1848–49-es magyar szabadságharc ellenzője, részt vett a szlovák felkelésben, ezért 1848-ban a magyarok bebörtönözték, majd Komáromban 1849. június 16-án felakasztották.

## Kapcsolódó szócikkek

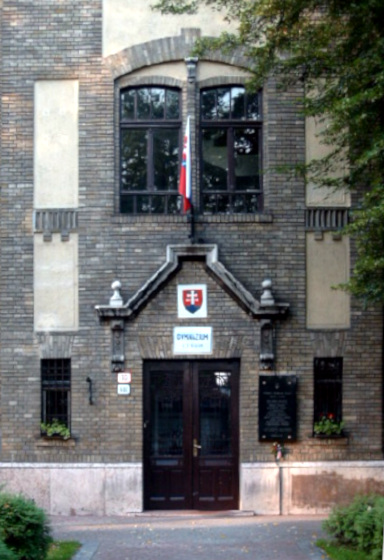
Révkomárom (SK), Ľudovít Šulek gimnázium.

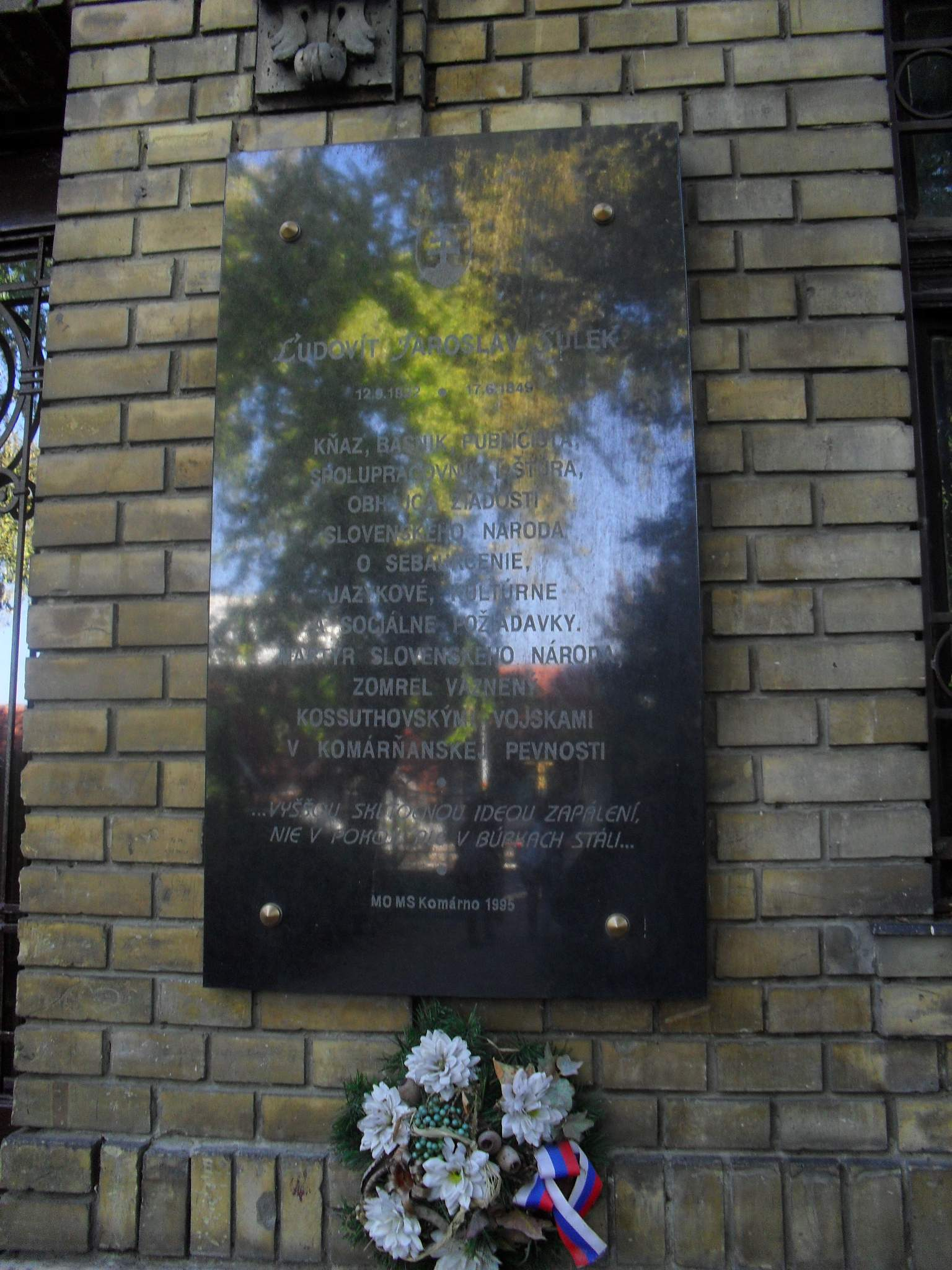
Ľudovít J. Šulek emléktáblája a róla elnevezett szlovák gimnázium falán. 2010.